# Lošany

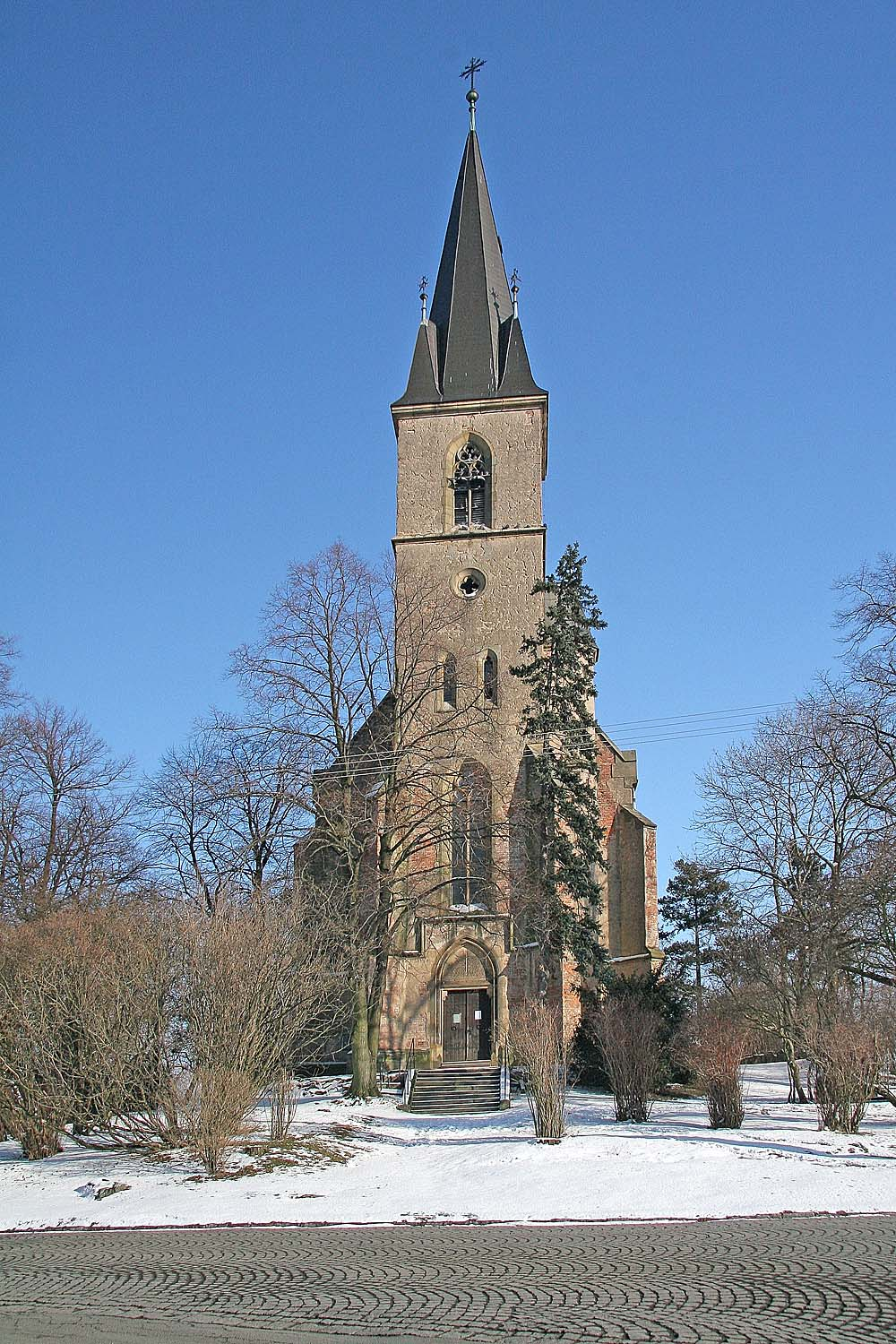
Kirche Sankt Georg in Lošany

Lošany (deutsch Großloschan) ist eine Gemeinde im Bezirk Kolin in der Tschechischen Republik. Die Gemeinde liegt ca. 7 km südwestlich von der Stadt Kolin. Im Jahre 2006 hatte die Gemeinde 329 Einwohner. Die Gemarkung umfasst eine Fläche von 3,83 Quadratkilometern.

## Geschichte
Die erste Erwähnung des Dorfes Lošany erfolgte in historischen Quellen im Jahre 1259. Im Mittelalter war der Ort von Deutschen besiedelt und wurde deshalb auch als Deutsch Lossan bzw. villa Lossan Theutunicali (1392) bzw. als Lessan (1405) bezeichnet. Der Ortsteil Lošanky war von Tschechen besiedelt und wurde als Böhmisch Lossan bzw. villa Lossan Bohemicali (1406) bezeichnet.

## Gemeindegliederung
Die Gemeinde Lošany besteht aus den Ortsteilen Lošany und Lošánky (deutsch: Kleinloschan, älter auch Böhmisch Lossan, Klein Lossan), die zugleich auch Katastralbezirke bilden.

## Sehenswürdigkeiten
- Kirche des hl. Georg in Lošany, der neogotische Bau entstand 1895–1896 anstelle eine Vorgängerbaus aus dem Jahre 1355
- Turmfeste Lošany, sie wurde in der zweiten Hälfte des 14. Jahrhunderts errichtet und 1478 erhöht.

## Söhne und Töchter der Gemeinde
- Ludvík Pazderka (1868–1951), Gutsbesitzer und Politiker
- Josef Mašín (1896–1942), Generalmajor und Widerstandskämpfer